# Einzugsliquidität
Die Einzugsliquidität (kurz EL) ist eine Betriebswirtschaftliche Kennzahl und zeigt die Zahlungsfähigkeit des Unternehmers. Sie ist das Verhältnis der flüssigen Mittel und Forderungen zum kurzfristigen Fremdkapital.
Die Formel
{\displaystyle EL={\frac {{\text{flüssige Mittel}}+{\text{Forderungen}}}{\text{kurzfristiges Fremdkapital}}}}
ergibt die Einzugsliquidität. Ihr Wert wird üblicherweise in Prozent angegeben. Es gibt folgende Grenzfälle:
- EL ist gleich 100 %: Zahlungsverpflichtungen können erfüllt werden.
- El ist kleiner als 100 %: Zahlungen können nicht erfüllt werden.
- EL ist größer als 100 %: vermutlich „totes Kapital“.

## Gründe für mangelhafte Liquidität
- Zu lange Zahlungsziele für den Kunden
- Zu kurze Zahlungsziele gegenüber dem Lieferanten
- Übervolles Vorratslager einer Firma
- Die Preiskalkulation orientiert sich nicht an den tatsächlichen Kosten

## Möglichkeiten, die Liquidität zu steigern
- Kürze Zahlungsziele für den Kunden
- Längere Zahlungsziele, die durch Lieferanten gewährt werden könnten
- Beschleunigte, frühere Mahnverfahren an Kunden, die ihre Verbindlichkeiten nicht innerhalb des Zahlungsziels begleichen können
- Förderung des Umsatzes durch Werbung